# Campeonato Europeo de madison masculina

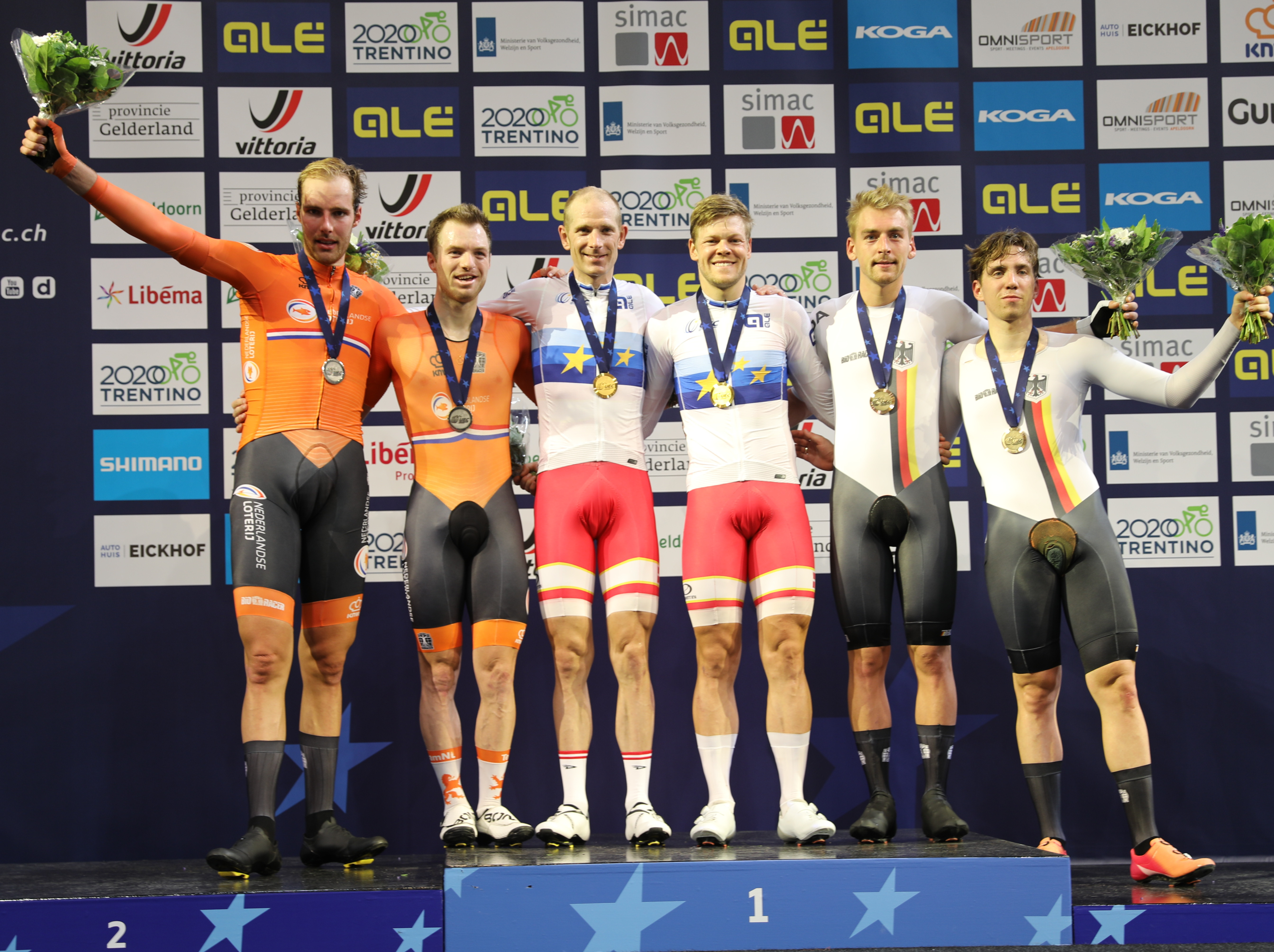
Campeonato de Europa de Élite en Pista de la UEC 2019

El Campeonato de Europa de madison es el campeonato europeo de la disciplina de Madison organizado anualmente por la UEC.
Se trae disputando desde el 1949 y desde el 2010 están dentro de los Campeonatos de Europa de ciclismo en pista.

## Palmarés
| Evento   | Oro                                            | Plata                                             | Bronce                                                |
| -------- | ---------------------------------------------- | ------------------------------------------------- | ----------------------------------------------------- |
| 1949     | Gerrit Boeijen Gerrit Schulte                  | Achiel Bruneel Camiel Dekuysscher                 | Reginald Arnold Alfred Strom                          |
| 1950     | Gerrit Peters Gerrit Schulte                   | Achiel Bruneel Guy Lapébie                        | Armin von Büren Hugo Koblet                           |
| 1951     | Valère Ollivier Albert Sercu                   | Gerrit Peters Gerrit Schulte                      | Ernest Thyssen Albert Ramon                           |
| 1952     | Jean Le Nizerhy Roger Reynes                   | Reginald Arnold Alfred Strom                      | Roger Godeau Raymond Goussot                          |
| 1953     | Armin von Büren Hugo Koblet                    | Gerrit Peters Gerrit Schulte                      | Achiel Bruneel Arsene Rijckaert                       |
| 1954     | Armin von Büren Hugo Koblet                    | Gerrit Peters Gerrit Schulte                      | Achiel Bruneel Lucien Acou                            |
| 1955 (1) | Dominique Forlini Georges Senfftleben          | Walter Bucher Jean Roth                           | Joseph Debeuckelaer Arsene Rijckaert                  |
| 1955 (2) | Piet Haan Jan Plantaz                          | Gerrit Peters Gerrit Schulte                      | Reginald Arnold Sid Patterson                         |
| 1957     | Reginald Arnold Ferdinando Terruzzi            | Joseph Debeuckelaer Arsene Rijckaert              | Evan Klamer Kay Werner Nielsen                        |
| 1958     | Emile Severeyns Rik Van Steenbergen            | Emile Carrara Georges Senfftleben                 | Dominique Forlini Pierre Brun                         |
| 1959     | Emile Severeyns Rik Van Steenbergen            | Palle Lykke Kay Werner Nielsen                    | Peter Post Gerrit Schulte                             |
| 1960     | Emile Severeyns Rik Van Steenbergen            | Fritz Pfenninger Jean Roth                        | Lucien Gillen Oscar Plattner                          |
| 1961     | Emile Severeyns Rik Van Steenbergen            | Sigi Renz Günther Ziegler                         | Rudi Altig Hans Junkermann                            |
| 1962     | Klaus Bugdahl Fritz Pfenninger                 | Peter Post Rik Van Looy                           | Emile Severeyns Rik Van Steenbergen                   |
| 1963     | Palle Lykke Rik Van Steenbergen                | Peter Post Willy Vannitsen                        | Reginald Arnold Emile Severeyns                       |
| 1964     | Peter Post Fritz Pfenninger                    | Klaus Bugdahl Sigi Renz                           | Lucien Gillen Peter Tiefenthaler                      |
| 1965     | Rudi Altig Hans Junkermann                     | Emile Severeyns Rik Van Steenbergen               | Dieter Kemper Horst Oldenburg                         |
| 1966 (1) | Klaus Bugdahl Sigi Renz                        | Palle Lykke Rik Van Steenbergen                   | Ron Baensch Fritz Pfenninger                          |
| 1966 (2) | Peter Post Fritz Pfenninger                    | Sigi Renz Horst Oldenburg                         | Romain De Loof Freddy Eugen                           |
| 1968 (1) | Dieter Kemper Horst Oldenburg                  | Freddy Eugen Rolf Roggendorf                      | Klaus Bugdahl Patrick Sercu                           |
| 1968 (2) | Peter Post Patrick Sercu                       | Dieter Kemper Horst Oldenburg                     | Klaus Bugdahl Fritz Pfenninger                        |
| 1969     | Eddy Merckx Patrick Sercu                      | Peter Post Leo Duyndam                            | Klaus Bugdahl Dieter Kemper                           |
| 1971 (1) | Wilfried Peffgen Sigi Renz                     | Peter Post René Pijnen                            | Graeme Gilmore Patrick Sercu                          |
| 1971 (2) | Klaus Bugdahl Dieter Kemper                    | Julien Stevens Patrick Sercu                      | Wilfried Peffgen Sigi Renz                            |
| 1973 (1) | Wilfried Peffgen Albert Fritz                  | Klaas Balk René Pijnen                            | Julien Stevens Rik Van Linden                         |
| 1973 (2) | René Pijnen Leo Duyndam                        | Jacky Mourioux Alain Van Lancker                  | Wilfried Peffgen Albert Fritz                         |
| 1974     | René Pijnen Patrick Sercu                      | Graeme Gilmore Dieter Kemper                      | Sigi Renz Roy Schuiten                                |
| 1976     | René Pijnen Günter Haritz                      | Donald Allan Danny Clark                          | Klaus Bugdahl Patrick Sercu                           |
| 1977     | Eddy Merckx Patrick Sercu                      | René Pijnen Gert Frank                            | Wilfried Peffgen Günter Haritz                        |
| 1978     | Gregor Braun Patrick Sercu                     | Danny Clark Francesco Moser                       | René Savary Kim Gunnar Svendsen                       |
| 1979     | Donald Allan Danny Clark                       | René Pijnen Francesco Moser                       | Dietrich Thurau Patrick Sercu                         |
| 1980     | René Pijnen Michel Vaarten                     | Patrick Sercu Albert Fritz                        | Heinz Betz Günther Schumacher                         |
| 1981     | Hans-Henrik Ørsted Gert Frank                  | Roman Hermann Horst Schütz                        | Albert Fritz Wilfried Peffgen                         |
| 1982     | René Pijnen Patrick Sercu                      | Gert Frank Josef Kristen                          | Maurizio Bidinost Pierangelo Bincoletto               |
| 1983     | Hans-Henrik Ørsted Gert Frank                  | Anthony Doyle Gary Wiggins                        | Henry Rinklin Josef Kristen                           |
| 1984     | Anthony Doyle Gary Wiggins                     | Roman Hermann Sigmund Hermann                     | Henry Rinklin Josef Kristen                           |
| 1985     | René Pijnen Gert Frank                         | Anthony Doyle Gary Wiggins                        | Dietrich Thurau Josef Kristen                         |
| 1987 (1) | Roman Hermann Josef Kristen                    | Etienne De Wilde Stan Tourné                      | René Pijnen Gert Frank                                |
| 1987 (2) | Volker Diehl Roland Günther                    | Urs Freuler Hans Rudi Maerki                      | Roman Hermann Sigmund Hermann                         |
| 1988     | Danny Clark Anthony Doyle                      | Volker Diehl Roland Günther                       | Roman Hermann Hans Rudi Maerki                        |
| 1989     | Danny Clark Anthony Doyle                      | Bruno Holenweger Daniel Wyder                     | Marc Meilleur Philippe Tarantini                      |
| 1990     | Pierangelo Bincoletto Jens Veggerby            | Laurent Biondi Philippe Tarantini                 | Roland Günther Carsten Wolf                           |
| 1995     | Kurt Betschart Bruno Risi                      | Pierangelo Bincoletto Marco Villa                 | Etienne De Wilde Laurenzo Lapage                      |
| 1996     | Jimmi Madsen Jens Veggerby                     | Kurt Betschart Bruno Risi                         | Andreas Kappes Carsten Wolf                           |
| 1997     | Jimmi Madsen Jens Veggerby                     | Kurt Betschart Bruno Risi                         | Etienne De Wilde Frank Corvers                        |
| 1999     | Damien Pommereau Robert Sassone                | Andreas Müller Bernhard Waechter                  | Martin Bláha Jacub Lazar                              |
| 2000     | Matthew Gilmore Etienne De Wilde               | Silvio Martinello Marco Villa                     | Kurt Betschart Bruno Risi                             |
| 2001     | Matthew Gilmore Etienne De Wilde               | Silvio Martinello Marco Villa                     | Kurt Betschart Bruno Risi                             |
| 2002     | Danny Stam Robert Slippens                     | Kurt Betschart Bruno Risi                         | Martin Liska Jozef Zabka                              |
| 2003     | Andreas Kappes Andreas Beikirch                | Danny Stam Robert Slippens                        | Kurt Betschart Bruno Risi                             |
| 2004     | Alexander Aeschbach Franco Marvulli            | Martin Liska Jozef Zabka                          | Jens-Erik Madsen Michael Smith Larsen                 |
| 2005     | Matthew Gilmore Iljo Keisse                    | Martin Bláha Petr Lazar                           | Konstantin Ponomarev Aleksei Schmidt                  |
| 2006     | Bruno Risi Franco Marvulli                     | Danny Stam Peter Schep                            | Alois Kaňkovský Petr Lazar                            |
| 2007     | Jens Mouris Peter Schep                        | Alexéi Márkov Nikolái Trusov                      | Ivan Kovaliov Aleksei Schmidt                         |
| 2008     | Iljo Keisse Kenny De Ketele                    | Casper Jørgensen Michael Mørkøv                   | Ivan Kovaliov Serguéi Kolésnikov                      |
| 2009     | Roger Kluge Robert Bartko                      | Aleksei Schmidt Serguéi Kolésnikov                | Danny Stam Peter Schep                                |
| 2010     | República Checa · Martin Bláha · Jiří Hochmann | Bélgica · Kenny De Ketele · Tim Mertens           | Ucrania · Mikhail Radionov · Sergiy Lagkuti           |
| 2011     | Bélgica · Kenny De Ketele · Iljo Keisse        | Suiza · Claudio Imhof · Cyrille Thièry            | Francia Vivien Brisse Morgan Kneisky                  |
| 2012     | República Checa · Martin Bláha · Jiří Hochmann | Rusia · Artur Yershov · Valeri Kaikov             | Italia · Angelo Ciccone · Elia Viviani                |
| 2013     | Italia · Elia Viviani · Liam Bertazzo          | España · David Muntaner · Albert Torres           | Bélgica · Kenny De Ketele · Gijs Van Hoecke           |
| 2014     | Austria · Andreas Graf · Andreas Müller        | Bélgica · Kenny De Ketele · Otto Vergaerde        | Francia Morgan Kneisky Vivien Brisse                  |
| 2015     | España · Sebastián Mora · Albert Torres        | Rusia · Mikhail Radionov · Andréi Sazánov         | Francia Morgan Kneisky Bryan Coquard                  |
| 2016     | España · Sebastián Mora · Albert Torres        | Francia Morgan Kneisky Benjamin Thomas            | Bélgica · Kenny De Ketele · Moreno De Pauw            |
| 2017     | Francia Florian Maitre Benjamin Thomas         | Dinamarca Niklas Larsen Casper Pedersen           | Polonia · Wojciech Pszczolarski · Daniel Staniszewski |
| 2018     | Bélgica · Kenny De Ketele · Robbe Ghys         | Alemania · Roger Kluge · Theo Reinhardt           | Reino Unido Ethan Hayter Oliver Wood                  |
| 2019     | Dinamarca Lasse Norman Hansen Michael Mørkøv   | Países Bajos · Yoeri Havik · Jan-Willem van Schip | Alemania · Maximilian Beyer · Theo Reinhardt          |